# Gare de Niort
La gare de Niort est une gare ferroviaire française située sur le territoire de la commune de Niort, au sud-est du centre-ville, dans le département des Deux-Sèvres, en région Nouvelle-Aquitaine.
Elle est mise en service en 1856, par la Compagnie du chemin de fer de Paris à Orléans (PO).
C'est une gare de la Société nationale des chemins de fer français (SNCF), desservie par des TGV, circulant entre Paris-Montparnasse et La Rochelle, et par des trains du réseau TER Nouvelle-Aquitaine vers Poitiers, La Rochelle et Saintes.

## Situation ferroviaire
Établie à 28 mètres d'altitude, la gare de Niort est située au point kilométrique (PK) 73,481 de la ligne de Saint-Benoît à La Rochelle-Ville, entre les gares ouvertes de La Crèche (s'intercale la gare fermée d'Arthenay) et de Prin-Deyrançon. Elle est séparée de cette dernière par les gares aujourd'hui fermées de Saint-Symphorien, Frontenay-Rohan-Rohan et Épannes.
Gare de bifurcation, elle est située au PK 414,872 de la ligne de Chartres à Bordeaux-Saint-Jean, entre les gares d'Échiré (fermée) et d'Aiffres (fermée), et est également la gare terminus de la ligne de La Possonnière à Niort en partie déclassée ou inexploitée.

## Histoire
La gare de Niort est mise en service le 7 juillet 1856 par la Compagnie du chemin de fer de Paris à Orléans (PO), lorsqu'elle ouvre à l'exploitation la section de Saint-Benoît à Niort. La gare est établie à l'extrémité sud-est de la ville. La section suivante de Niort à La Rochelle est ouverte le 7 septembre 1857 ce qu'attendait la compagnie pour effectuer l'inauguration de la totalité de sa ligne Poitiers – La Rochelle – Rochefort.
Le 28 décembre 1868 la Compagnie PO, ouvre à l'exploitation la section de Cholet à Niort de sa ligne d'Angers à Niort. Pour répondre aux besoins supplémentaires dus à cette nouvelle ligne, la Compagnie a fait construire un nouveau château d'eau et un bâtiment administratif et réaliser quelques travaux d'aménagement
Dans les années 1880, l'Administration des chemins de fer de l'État procède à plusieurs ouvertures de plusieurs lignes à voie unique : le 17 octobre 1881, de Niort à Saint-Jean-d'Angély et de Niort à Fontenay, le 22 octobre 1882 de Niort à Montreuil-Bellay et le 23 février 1885 de Niort à Ruffec. Ces ouvertures de lignes desservant directement la gare sont complétées par d'autres ouvertures plus lointaines mais permettant des relations avec des villes importantes comme Poitiers, La Rochelle, Bordeaux, Nantes. Cela fait de Niort une importante gare du réseau de l'État avec quotidiennement une moyenne de soixante-dix départs de trains (voyageurs ou marchandises) au début des années 1890.

La gare, dans les années 1900
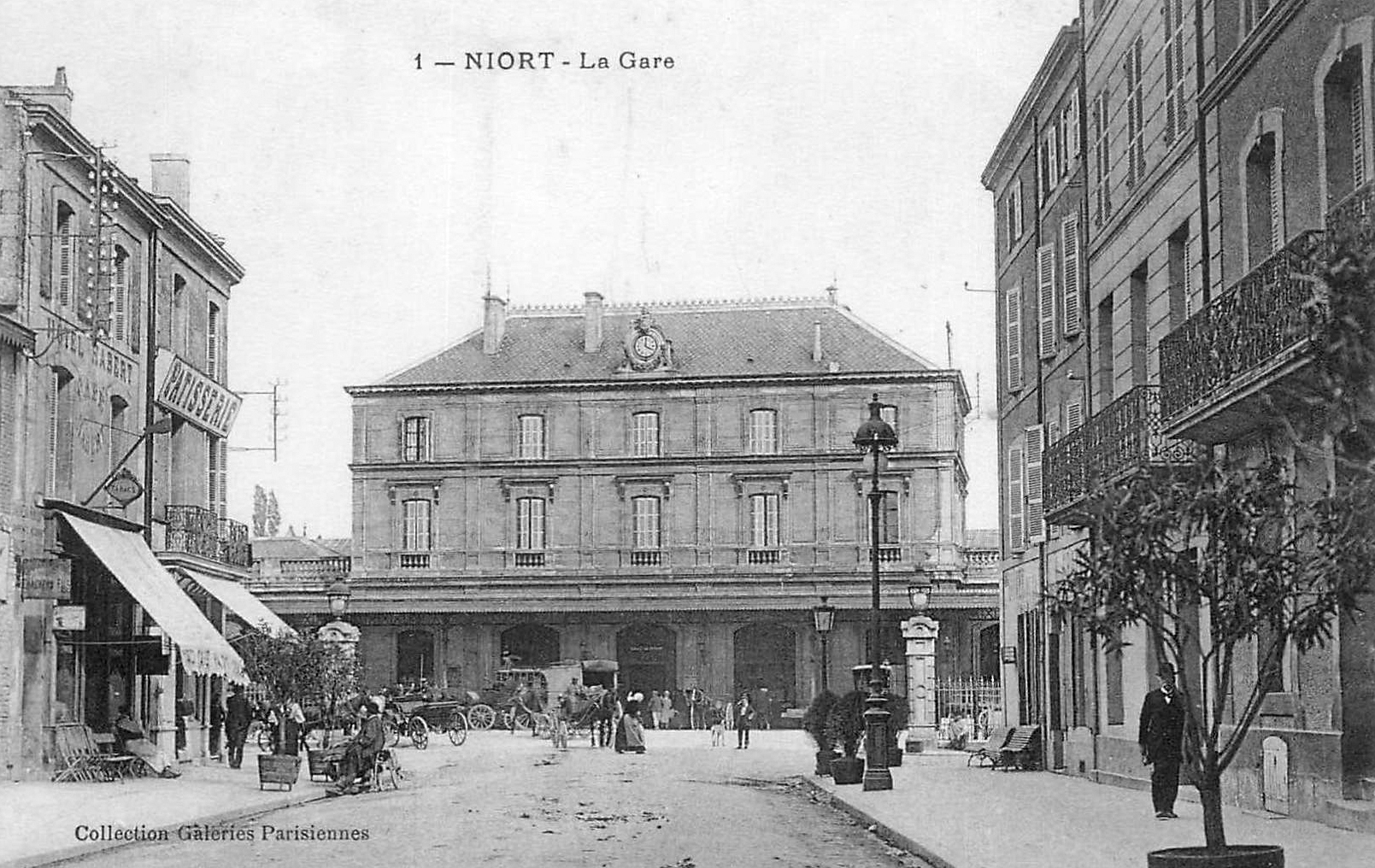
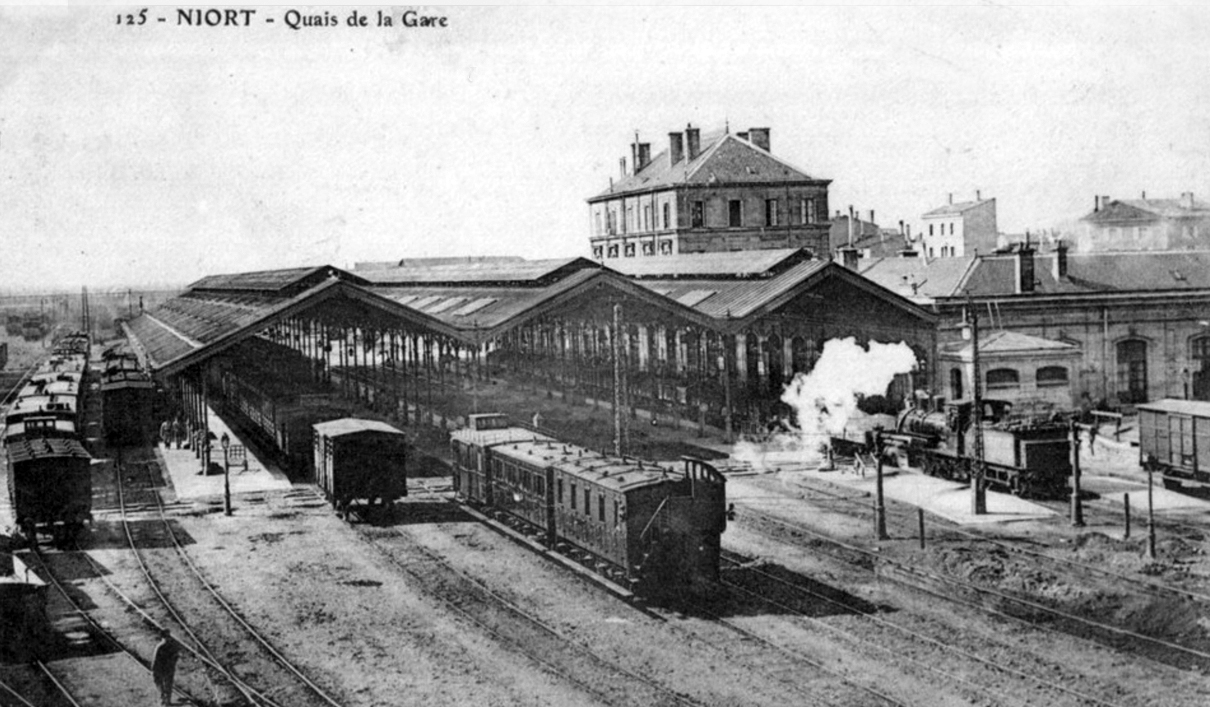

## Service des voyageurs

### Accueil
Gare SNCF, elle dispose d'un bâtiment voyageurs, avec guichet et salle d'attente, ouvert tous les jours. Elle est notamment équipée d'automates pour l'achat de titres de transport grandes lignes et régionaux. On y trouve également, des distributeurs alimentaires, une boutique de restauration rapide (vente à emporter) et un tabac presse (Relay).

### Desserte

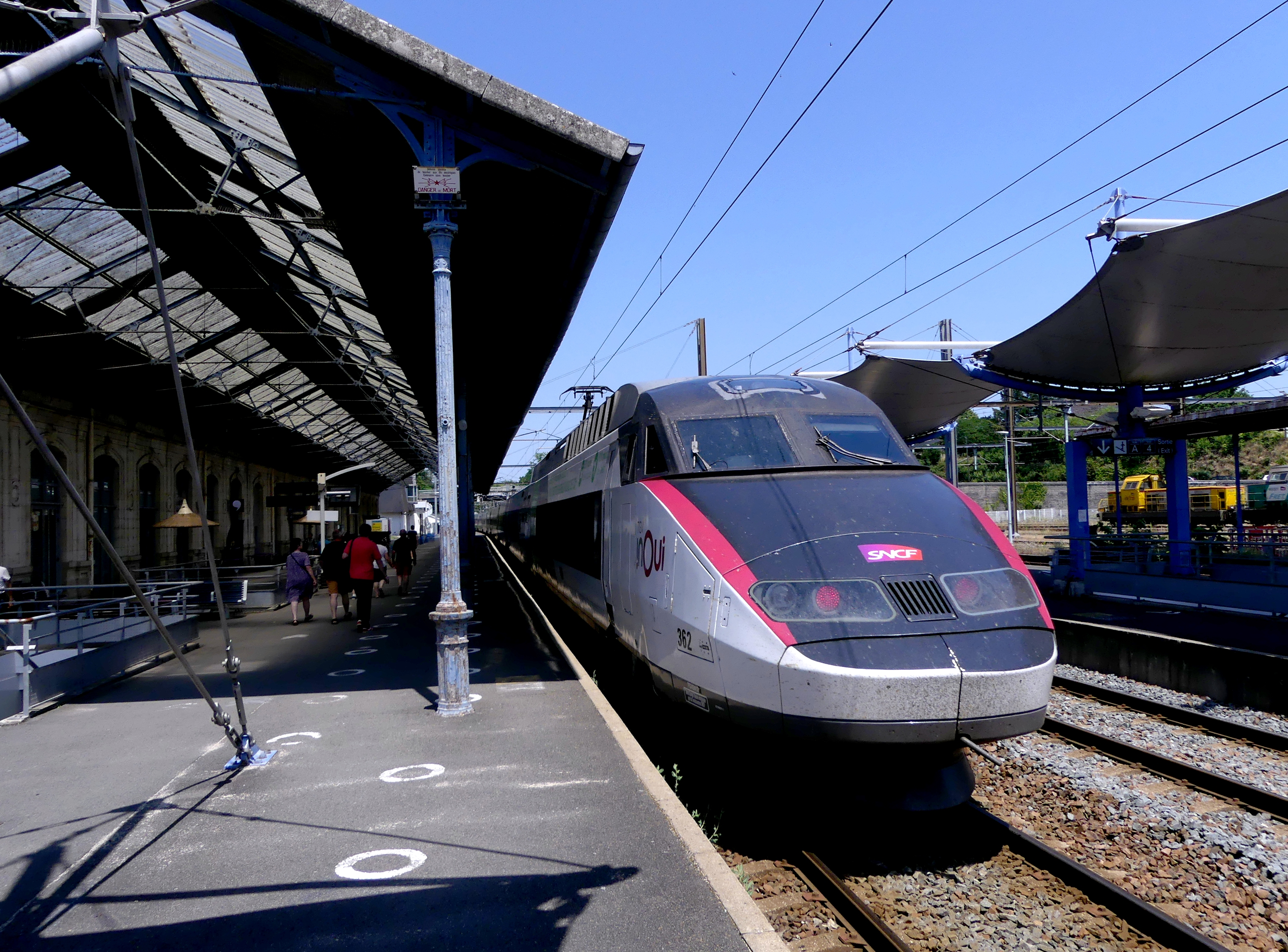
TGV La Rochelle - Paris en gare.

Niort est une gare desservie par des trains de grandes lignes (TGV) et régionaux (TER).
- TGV inOui et Ouigo : Paris-Montparnasse - La Rochelle-Ville
- TER Nouvelle-Aquitaine et Pays de la Loire :
  - Poitiers - Niort - La Rochelle-Ville[10]
  - Royan - Saintes - Niort[11]

### Intermodalité
Trois parcs pour les vélos (abris couverts) et deux parkings (payants) sont installés à ses abords.
Un loueur de voitures et une station de taxis sont présents.
La gare est desservie par des bus du réseau urbain Tanlib (lignes 1, 3, 7, 20, 21, 22, 23, 24 et 26), et par des autocars de la région Nouvelle-Aquitaine.

Les voies de la gare, en 2016
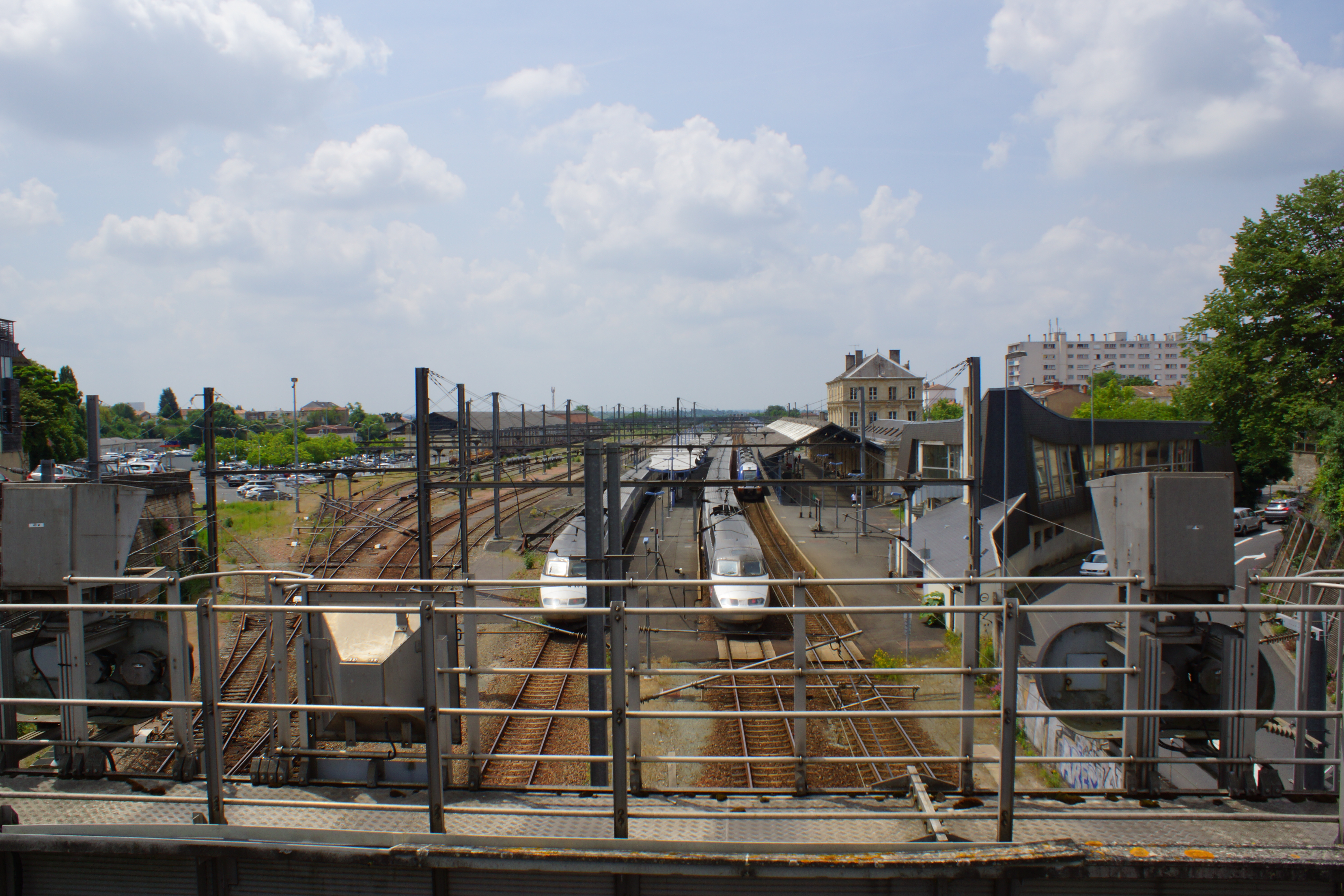
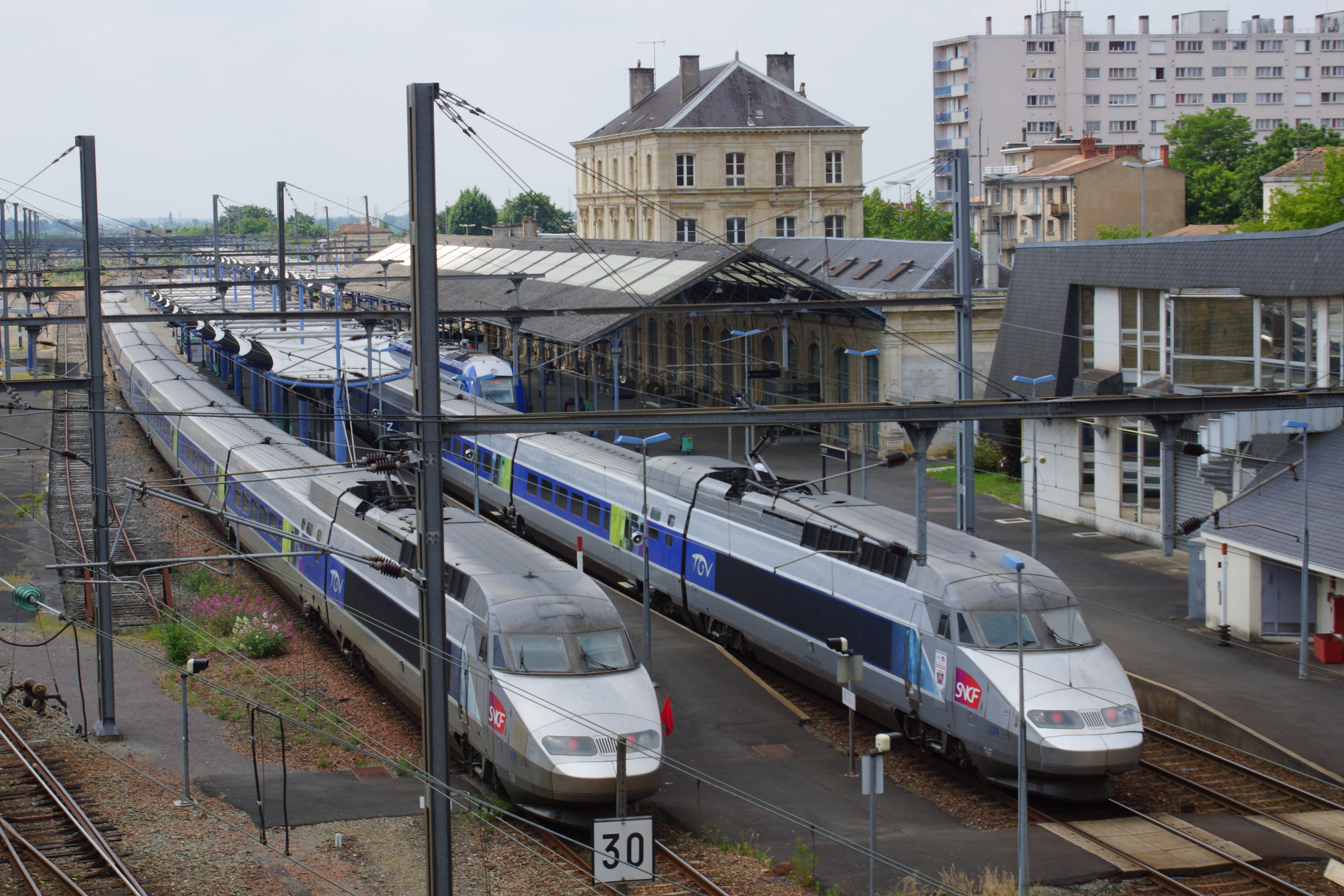
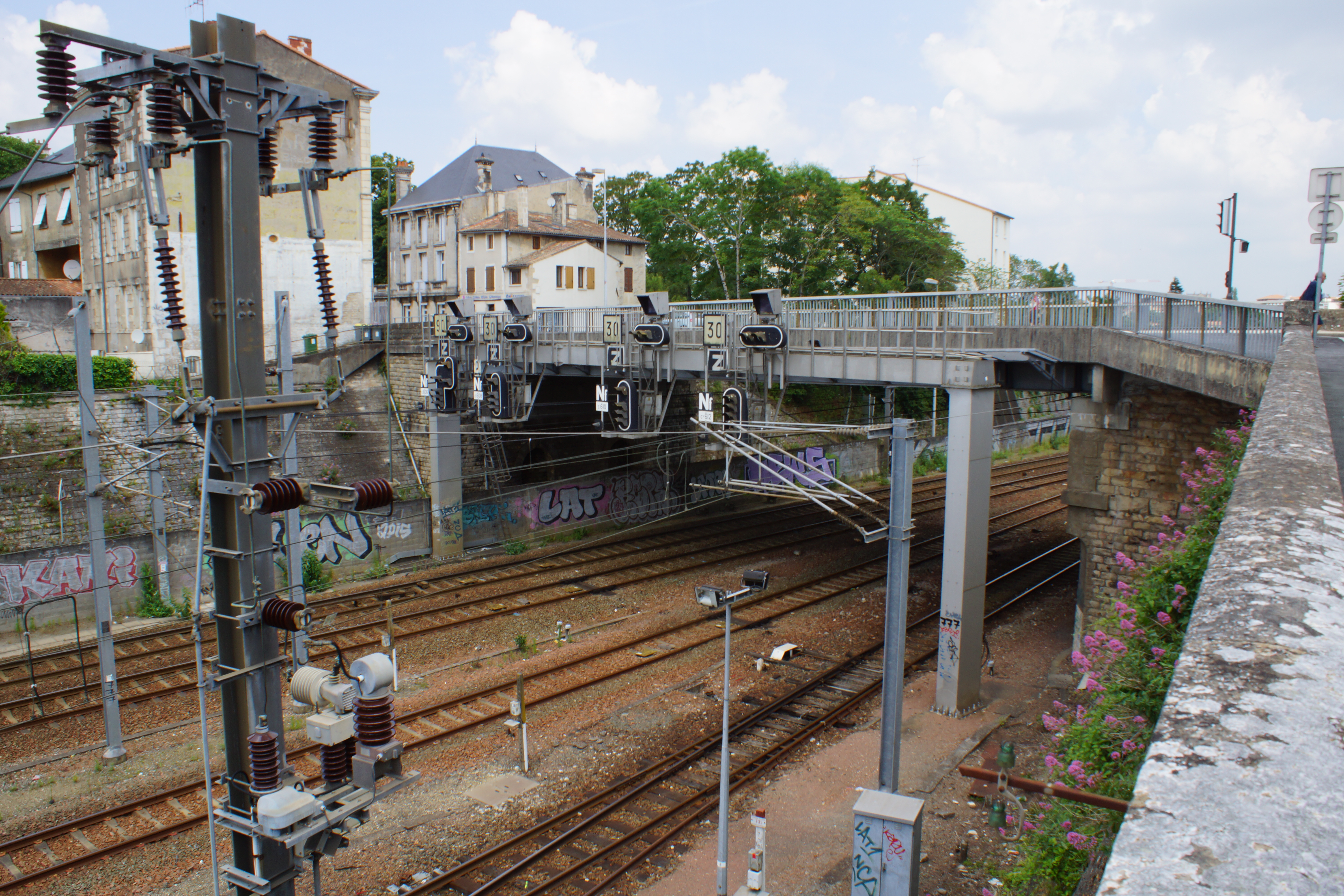